# Anne Frank Stichting

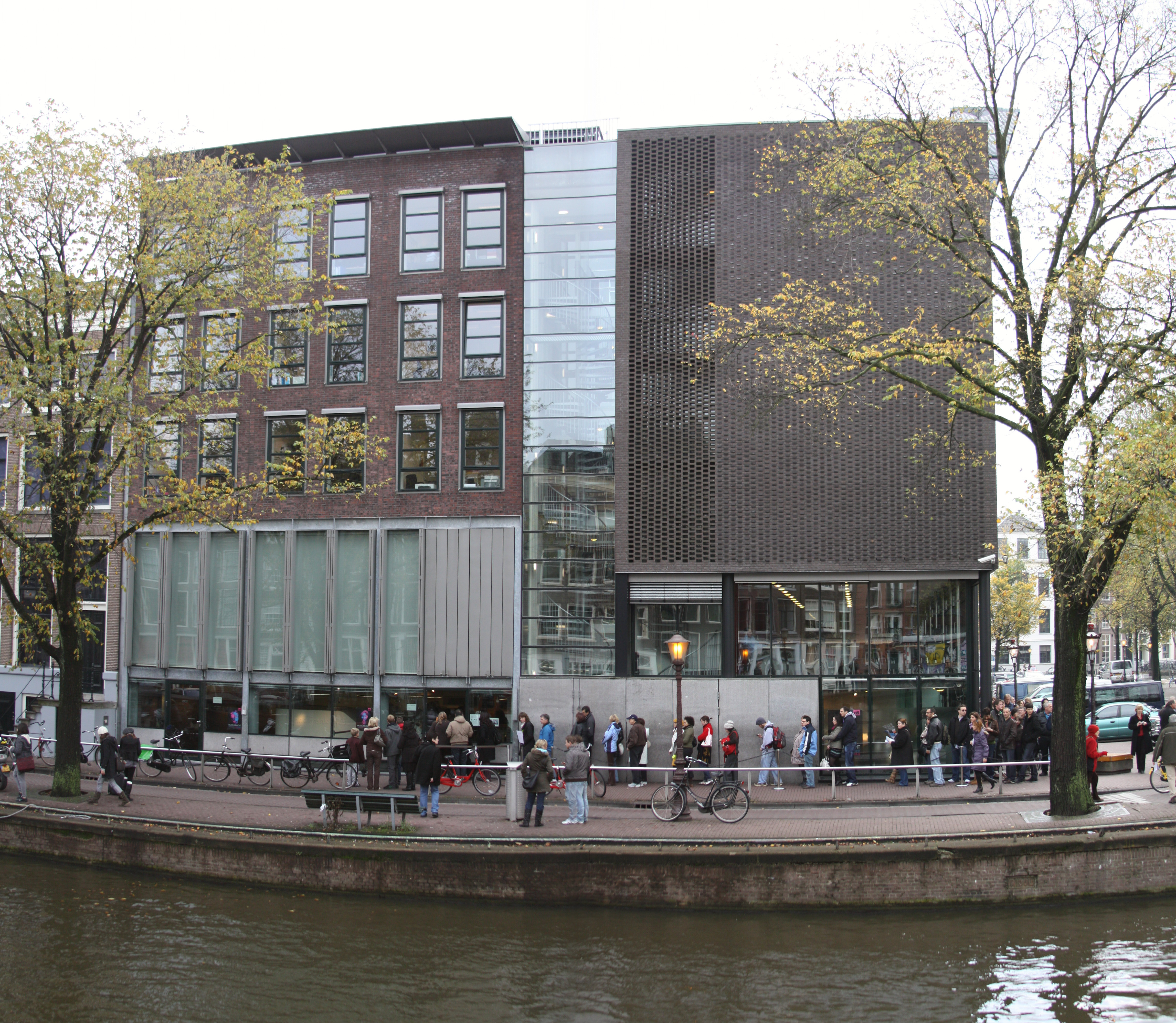
Anne Frank Huis

De Anne Frank Stichting is een stichting die is opgericht om het Anne Frank Huis te behouden. Het beheer van het Anne Frank Huis en het uitdragen van het levensverhaal en de idealen van Anne Frank (vooral bekend door haar dagboek) zijn de belangrijkste doelstellingen van de stichting. In binnen- en buitenland verzorgt de Anne Frank Stichting exposities en voorlichting over Anne Frank. Ook zet de stichting zich in tegen antisemitisme en racisme.
De Anne Frank Stichting is opgericht op 3 mei 1957 om te voorkomen dat het huis waar Anne Frank tijdens de oorlog ondergedoken zat en haar dagboek schreef, zou worden gesloopt. Otto Frank, Annes vader die de oorlog overleefde, was betrokken bij de oprichting van de stichting. Ook verzetsvrouw Truus Wijsmuller-Meijer was een van de oprichters; zij bleef tot 1975 bestuurslid. In 1960 werd het Anne Frank Huis een museum. Tegenwoordig is het een van de drukst bezochte musea van Amsterdam. Directeur van de Anne Frank Stichting is Ronald Leopold.
In 1992 ontving de Anne Frank Stichting de Geuzenpenning. In 2022 werd de Prins Bernhard Cultuurfonds Prijs aan de stichting toegekend. 

## Kritiek
- Professor Arnold Heertje heeft meermaals in de media kritiek geuit op de Anne Frank Stichting. Hij verwijt de stichting met name dat deze zich "systematisch steeds verder verwijdert van de historische feiten van het verhaal van het Joodse meisje" - met name door hedendaagse discriminatie van niet-Joden gelijk te stellen met de Jodenvervolging door de naam van Anne Frank zo nadrukkelijk te gebruiken - en dat de activiteiten van de stichting "niets meer met de Jodenvervolging te maken [hebben], maar [dienen] als voeding voor commerciële activiteiten".[1]
- Er is ook kritiek[2] op onderzoeker Willem Wagenaar van de Anne Frank Stichting, die vaak in de media verschijnt om nieuwe onderzoeken over extreem of radicaal rechts toe te lichten. Het betreft hierbij verontwaardiging over zijn verleden als linksextremistische activist. Wagenaar werd veroordeeld tot zes maanden gevangenisstraf[3] voor zijn rol bij de aanslag in Kedichem in 1986 waarbij Wil Schuurman haar been verloor.